# Кругловка (Волгоградская область)
Кругловка — хутор в Нехаевском районе Волгоградской области России, административный центр Кругловского сельского поселения.

## История
В соответствии с Законом Волгоградской области от 24 декабря 2004 года № 977-ОД «Об установлении границ и наделении статусом Нехаевского района и муниципальных образований в его составе», хутор вошёл в состав образованного Кругловского сельского поселения.

## География
Расположен в северо-западной части региона, на реке Песковатке примерно в 37 км южнее районного центра — станицы Нехаевской.

## Население
Динамика численности населения по годам:
| 1989 | 2002 | 2010 |
| ---- | ---- | ---- |
| 1100 | 1084 | 938  |

## Инфраструктура
Развитое сельское хозяйство. Личное подсобное хозяйство.

## Транспорт
Через хутор проходит автодорога Нехаевская — Казанская.